# تننوجی، اوساکا

بخش تننوجی (به ژاپنی: Tennōji-ku) یکی از مناطق ۲۴ گانه اوساکا در ژاپن است.